# Ctenusa marginalis
Ctenusa marginalis är en fjärilsart som beskrevs av Walker 1858. Ctenusa marginalis ingår i släktet Ctenusa och familjen nattflyn. Inga underarter finns listade i Catalogue of Life.